# Lotf Ali Khan
Lotf Ali Khan (en persa: لطفعلى خان زند‎) (c. 1769-1794) fue el último sah de Persia (reinó entre 1789 y 1794) de la dinastía Zand.

## Primeros años
Lotf Ali Khan Zand llegó al poder después de una década de luchas internas entre una sucesión de jefes violentos e ineptos de Zand después de la muerte en 1779 del fundador de la dinastía, Karim Khan Zand . Su fracaso para ponerse de acuerdo sobre un sucesor y gobernar con la misma benevolencia que Karim Khan erosionó la fe pública en los Zand. Un creciente número de líderes locales y regionales comenzaron a alinearse con el eunuco Agha Mohammad Khan Kayar , quien buscó derrotar y suceder a los Zand.
Hijo de Jafar Khan, Lotf Ali Khan reclamó el trono en 1789 tras la muerte de su padre. Jafar Khan había sido envenenado por un esclavo sobornado por un miembro de la familia rival, Sayed Morad Khan. Al enterarse del asesinato de su padre, Lotf Ali Khan marchó a la capital de Zand, Shiraz. Sayed Morad Khan se vio obligado a rendirse y fue ejecutado.

## Reinado
Poco después de asumir su título, el principal rival de Lotf Ali Khan, Agha Mohammad Khan de la dinastía Kayar, marchó hacia el sur a Shiraz. Sus dos ejércitos se encontraron fuera de la ciudad en una batalla en la que prevaleció Agha Mohammad Khan, usando camellos para asustar a los caballos de Zand en el campo de batalla. A pesar de esta derrota, el líder de Zand pudo retener a Shiraz hasta que las fuerzas de Kayar se retiraron a Teherán.
Al año siguiente, 1790, Lotf Ali Khan dirigió sus fuerzas contra el gobernador de Kerman, que se había negado a comparecer personalmente para reconocer al líder de Zand. Esta campaña fracasó debido a las duras condiciones invernales que llevaron a la pérdida de una gran cantidad de hombres.
En 1791, Lotf Ali Khan marchó para restablecer su control sobre Isfahan. Se había vuelto cada vez más sospechoso de las lealtades de Haji Ibrahim , el kalantar de Shiraz. Como resultado, se llevó al hijo del kalantar con él. Una vez que el ejército de Zand salió de la ciudad, Haji Ibrahim hizo arrestar a los oficiales restantes de Zand y le envió un mensaje a su hermano, miembro del ejército de Lotf Ali, de que la ciudad estaba ahora bajo su control. Se produjo un motín y Lotf Ali y varios cientos de soldados leales huyeron a Shiraz, donde encontraron las puertas bloqueadas contra ellos. Temiendo represalias contra sus familias encerradas dentro de las puertas, la mayoría de los hombres de Lotf Ali lo abandonaron.
Con solo un puñado de seguidores restantes, el gobernante Zand huyó a Bushehr . Aquí también se encontró con un líder local hostil. Con la ayuda de un simpático gobernador en la ciudad portuaria de Bandar Rig, Lotf Ali Khan logró formar un pequeño ejército compuesto por lugareños comprensivos. Con su ayuda, Lotf Ali derrotó un ataque de Bushire y Kazerun. El gobernador de Kazerun fue capturado y cegado, un acto impulsivo de Lotf Ali Khan que debilitó la simpatía que su juventud, su coraje y sus desgracias estaban tan calculados para incitar. 
Envalentonado, Lotf Ali Khan regresó a Shiraz ciudad que Haji Ibrahim le había ofrecido a Agha Mohammad Khan. Allí derrotó a un ejército dirigido por Mostafa Qoli Khan Kayar. La fuerza más pequeña de Lotf Ali Khan también logró repeler el ataque de una segunda fuerza Kayar. En este punto, Agha Mohammad Khan mismo condujo 30-40 mil hombres contra el ejército Zand mucho más pequeño.
Batalla entre Lotf Ali Khan y Agha Mohammad Khan.
En una batalla crucial cerca de Persépolis, cuyo resultado determinaría el liderazgo de la nación, Lotf Ali Khan se impuso al ejército Kayar mucho más grande, lanzando una incursión nocturna en el campamento principal de Agha Mohammad Khan. Cuando los soldados de Kayar se dispersaron, Lotf Ali asumió que Agha Mohammad Khan había huido con ellos y que el campo estaba asegurado. Prohibió a sus hombres el saqueo del campamento y se retiró para esperar el amanecer. Pero Agha Mohammad Khan había permanecido oculto en el pabellón real. Al amanecer, el llamado a la oración indicaba que el ejército de Kayar se había reagrupado. Lotf Ali Khan no tuvo más remedio que retirarse. Una versión alternativa de esta historia sugiere que Lotf Ali Khan fue engañado para que esperara hasta el amanecer para ingresar al campamento enemigo por consejo de un espía Kayar llamado Mirza Fathollah-e Ardelani. 
Él y sus seguidores huyeron primero a Kerman (1792), pero con los Kayar en su búsqueda se vieron obligados a Tabas. Con la ayuda de un gobernador comprensivo en Tabas, Lotf Ali intentó sin éxito recuperar Shiraz. En este momento, la antigua capital de Zand estaba firmemente bajo el control de Agha Mohammad Khan. En julio de 1792, el Kayar Shah ordenó que la familia y el harén de Lotf Ali Khan y otros nobles de Zand y sus familias fueran enviados a su nueva capital, Teherán.
Repelido en su esfuerzo por reclamar a Shiraz, Lotf Ali Khan decidió viajar al este a Kandahar en el actual Afganistán para solicitar la ayuda de Timur Shah, pero después de unos días se enteró de la muerte de Timur Shah. Sintiéndose indeciso y deprimido  Lotf Ali Khan se volvió. Su espíritu fue restaurado por las promesas de apoyo de los líderes tribales de Bam y Narmashir. Reforzado por otros 1,000 jinetes, Lotf Ali Khan tomó Kerman en 1794. Sostuvo la ciudad durante cuatro meses contra Agha Mohammad Khan y un gran ejército. Durante este tiempo, se acuñaron monedas de oro en Kerman en homenaje al líder de Zand. Una de estas monedas llegó a Agha Mohammad Khan, que estaba tan enfurecido que envió órdenes de que Fatollah Khan, el hijo de Lotf Ali que había sido llevado a Teherán con otra nobleza de Zand, fuera castrado.  A medida que avanzaba el asedio de Kerman, algunas tropas quedaron descontentas y finalmente abrieron las puertas de la ciudadela al ejército de Kayar. Después de una batalla de tres horas, Lotf Ali huyó de noche a Bam.
Agha Mohammad Khan exigió una brutal venganza contra el pueblo de Kerman por albergar a su enemigo. Todos los habitantes masculinos fueron asesinados o cegados, y se hizo una pila de 20,000 globos oculares separados y se vertió frente al victorioso líder Kayar.  Las mujeres y los niños fueron vendidos como esclavos, y la ciudad fue destruida durante noventa días.

## Cautiverio y muerte
Retrato en miniatura de Lotf Ali Khan e Z [se necesita aclaración ] y el Museo Nacional de Irán del siglo XVIII.
Finalmente, Lotf Ali Khan fue traicionado por el gobernante de Bam que temía que su hermano hubiera caído en manos de Kayar en Kerman. Lotf Ali Khan fue capturado poco después. Según la leyenda, Lotf Ali Khan luchó contra 14 hombres sin ayuda durante dos horas completas antes de caer.
El último de los gobernantes de Zand finalmente fue entregado a Agha Mohammad Khan, quien había esperado mucho tiempo para vengarse de su rival. «La página de la historia estaría manchada por un recital de las indignidades ofrecidas al cautivo real...». Se informa que Lotf Ali Khan estaba cegado. Lotf Ali Khan fue encarcelado y torturado en Teherán antes de morir ahogado a fines de 1794.

## Legado
El escritor británico sir Harford Jones Brydges conocía a Lotf Ali, a quien llamó "la última figura caballeresca entre los reyes de Persia". Brydges escribe tristemente sobre la muerte de Lotf Ali, sobre su «pequeño hijo» castrado, sus hijas que se vieron obligadas a casarse con «la escoria de la tierra» y su esposa que fue deshonrada. 
Los relatos de la personalidad y el comportamiento de Lotf Ali Khan representan a una persona de coraje y perseverancia que inspiró una gran lealtad entre sus seguidores. Si hubiera podido derrotar a Agha Mohammad Khan, podría haber restaurado la dinastía de su familia y su buen nombre. Pero un error fatal en una batalla crucial acabó con las ambiciones de Lotf Ali Khan. Con su derrota, el reinado de 44 años de los Zand llegó a su fin y se escribió el primer capítulo de la Dinastía Kayar de 131 años .
Su tumba está en Emamzadeh Zeid, en el antiguo bazar de Teherán. Su retrato está en el Museo de Bellas Artes del Palacio de Sadabad. Se dice que Lotf Ali Khan era excepcionalmente guapo y tremendamente hábil con la espada.
Hoy, una de las principales avenidas de Shiraz lleva el nombre de Lotf Ali Khan Zand. En Shiraz y otras ciudades, las calles llevan el nombre del patriarca de Karim Khan Zand. Son los únicos antiguos gobernantes de Persia cuyos nombres se han conservado de esta manera en el período postrevolucionario. Esto se debe en gran parte al hecho de que Karim Khan Zand nunca reclamó el título de Rey o Sha, sino que simplemente eligió declararse el abogado o regente de la gente.